# Государственное устройство Римской республики
Государственное устройство Римской республики (лат. constitutio rei publicae Romanae) — совокупность руководящих принципов, передававшихся в основном через прецедент (Прецедентное право). 
Государственное устройство было в значительной степени неписаным, некодифицированным, и постоянно развивалось. Вместо того чтобы создать политический режим, который в первую очередь был бы демократическим (как в древних Афинах), аристократическим (как это было в древней Спарте), или монархическим (как это было в раннем Риме), древнеримская конституция была смесью этих трёх элементов, создавая тем самым три отдельные ветви власти. Демократический элемент выражался через народное собрание, аристократический элемент принял форму Сената, и монархический элемент принял форму многих краткосрочных исполнительных магистратов.
Основным источником суверенитета в этой древней республике, как и в современных республиках, был Populus Quiritium Romanus, то есть весь коллектив граждан, «Римский народ». Римский народ проводил собрания для принятия законов и избрания исполнительных магистратов (комиции).. Избрание в магистратуру влекло за собой автоматическое членство в Сенате (как правило пожизненное, кроме случаев изгнания). Сенат управлял текущими делами в Риме, в то же время сенаторы председательствовали в судах. Магистраты следили за соблюдением закона, и имели больше исполнительной власти, чем Сенат и народное (законодательное) собрание. Сложный комплекс сдержек и противовесов был разработан для равновесия между этими тремя ветвями власти, с тем чтобы свести к минимуму риск произвола и коррупции, и максимально увеличить вероятность хорошего правительства. Однако, разделение полномочий между этими тремя ветвями власти не было абсолютным. Кроме того, имело место частое использование нескольких конституционных институтов, которые шли вразрез с духом конституции Римской республики. Конституционный кризис начался в 133 году до н. э., в результате борьбы между аристократией и простым народом. Этот кризис, вкупе с получившими широкое распространение нарушениями на выборах, в конечном итоге привёл к краху Римской республики и её замене Римской империей.